# Веринь
Веринь — археологічна пам'ятка, група давніх, переважно багатошарових стоянок. Розташована на околицях села Верин Миколаївського району Львівської області. Тут представлені пам'ятки історії та культури від доби мезоліту до давньоруського часу включно. Найвідоміша стоянка доби пізнього мезоліту — Веринь V.

## Веринь V
Стоянка доби пізньої середньокам'яної доби Веринь V досліджувалася у 1986-98 роках. На ній зібрано понад 3 тис. переважно кам'яних виробів.
Особливістю комплексу знарядь є наявність геометричних мікролітів на зразок трапецій, великий відсоток скребків і низький — різців, а також сокири трапецієподібної форми. Такі ознаки дають змогу зарахувати стоянку до групи пам'яток типу Кам'яниця I (Закарпаття), культури і спільності Кам'яниця-Баранне (Мшана).